# Wexford
Wexford (irisch Loch Garman, ältere Schreibung Loch gCarman) ist die Hauptstadt des gleichnamigen Countys im Südosten der Republik Irland. Die Stadt hat 22.350 Einwohner (Stand: 2022).

## Lage
Wexford liegt am südlichen Rand einer kleinen Bucht, an der Mündung des Flusses Slaney, nahe dem etwa 20 Kilometer südöstlich gelegenen Hafen Rosslare Harbour und etwa 150 Kilometer südlich von Dublin. Die Stadt liegt an der Nationalstraße N11 nach Dublin sowie an der N25 zwischen Cork und Rosslare. Wexford ist über die Strecke Dublin–Rosslare Harbour auch an das irische Schienensystem angeschlossen.

## Namensbedeutung
Die Stadt wurde ca. 800 n. Chr. von den Wikingern gegründet, die sie Veisafjǫrðr nannten – altnordisch für Einfahrt zum Watt. Die irische Bezeichnung für Wexford, „Loch Garman“, soll auf eine Sage zurückgehen, in der ein Mann aus Wexford namens Garman Garbh im Schlamm des Flusses Slaney ertrank und die Fluten von einer Zauberin befreit wurden. Das Gewässer wurde Loch Garman, „Garmans See“, genannt.

## Geschichte
Die ersten Aufzeichnungen über Aktivitäten der Wikinger in Wexford stammen aus dem Jahr 819, als das Kloster Begerin überfallen wurde. Die früheste Erwähnung eines Wikingerstützpunkts in Wexford stammt aus dem Jahr 888, als in den Annalen der vier Meister berichtet wird, dass die Wikingerhäfen Port Lairge (Waterford), Loch Garmin (Wexford) und St Mullins von den Iren besiegt wurden.
Es hat den Anschein, dass die Wikingersiedlung ein verteidigter Ort war, auch wenn es bis heute nur wenig Hinweise auf die Art dieser Verteidigungsanlagen gibt.
Im Jahr 1995 wurden in der Barrack Street ein Wall und ein Graben entdeckt. Dieser Wall und Graben war älter als die anglonormannischen Stadtmauern und gehörte vermutlich zu den Verteidigungsanlagen der Wikinger. Die Ausdehnung der Wikingersiedlung ist nicht bekannt, doch scheint sie sich im Süden im Bereich der Barrack Street und mindestens bis zur Anne Street im Norden ausgestreckt zu haben.
Ausgrabungen haben Beweise für wikingerzeitliche Siedlungen an zwei Stellen im Gebiet der South Main Street erbracht: eine in der Bride Street und eine in der South Main Street 84–86.
Die wikingerzeitliche Vergangenheit von Wexford ist auch heute noch spürbar, denn das Stadtzentrum besteht aus engen Straßen mit kleinen Gassen, die zum Kai hin abfallen. Ein Beispiel dafür ist die Keyser’s Lane, eine enge Gasse, die von der High Street zum Parkplatz am Crescent Quay führt.
Aufgrund seiner Nähe zu den stark befahrenen Schifffahrtsrouten in der Irischen See galt Wexford im Mittelalter lange Zeit als strategischer Standort. Zum Leidwesen seiner Einwohner machte dies die Stadt zu einem attraktiven „Ziel“ für Invasionen.
1169 kam es in Wexford zu einer Invasion der Normannen auf Geheiß des Königs von Leinster, Dermot MacMurrough, die zur darauffolgenden Kolonisierung der Grafschaft durch die Engländer führte. Es ist weitgehend akzeptiert, dass der Murphy-Clan von Wexford vom Bruder des Königs abstammt. Yola, ein alter englischer Dialekt, wurde bis zum 19. Jahrhundert nur in Wexford gesprochen.
Während der 1640er-Jahre leistete Wexford große Unterstützung für die Konföderation Irland. Eine Flotte von konföderierten Kaperschiffen war im Hafen von Wexford stationiert, die von dort aus englisch-parlamentarische Schiffe überfielen und einen Teil ihrer Beute an die Konföderation in Kilkenny abtraten. Während der darauffolgenden Rückeroberung Irlands durch Oliver Cromwell wurde die Stadt erobert, geplündert und zum größten Teil niedergebrannt.
1798 war die Grafschaft Wexford Zentrum der irischen Rebellion gegen die englische Herrschaft. Die Stadt Wexford war während des Aufstands von den Rebellen besetzt und Schauplatz eines berüchtigten Massakers, bei dem die United Irishmen einige ansässige Loyalisten auf der Brücke im Zentrum der Stadt hinrichten ließen.
Als Hafenstadt war Wexford nicht sehr erfolgreich, da der natürliche Hafen stetig wandernde Sandbänke aufwies. Seit dem im frühen 20. Jahrhundert 20 km südlich von Wexford der Tiefwasserhafen in Rosslare gebaut wurde, liegen in Wexford nur noch Fischerboote und kleinere Privatschiffe.

## Das heutige Wexford
Die Stadt Wexford ist eng an den Uferstraßen ausgerichtet, die von Nordwesten nach Südosten verlaufen. Die Hauptstraße von Wexford verläuft fast parallel zum Fluss auf knapp 1,5 km Länge vom Redmond Square zur Barrack Street. Nahezu alle Geschäfte der Stadt befinden sich an dieser Straße, auch wenn in der nahen Vergangenheit immer mehr Einkaufszentren an der Stadtgrenze eröffnet haben. Eine der längsten Brücken Irlands verbindet die Stadt mit dem nördlichen Hinterland.
Wexford ist eine der größten und bedeutendsten Einkaufsstädte im Südosten Irlands. Viele nationale und internationale Einzelhandelsketten haben hier Niederlassungen, z. B. Superdrug, Argos, Benetton, Adams, Boots und Tesco sowie die irischen Unternehmen Dunnes Stores, Carraig Donn, Shaw’s, Alexander Coe und Heatons.
In den 1990er-Jahren gab es parallel zum wirtschaftlichen Aufschwung des Landes in Wexford eine Reihe von baulichen Entwicklungen, z. B. den Neubau des Key West Centre am Hafen, die Modernisierung der kompletten Kai-Anlage sowie den Bau von Clonard Village, eines großen neuen Wohngebiets ca. vier km vom Stadtzentrum entfernt.
Im Herbst finden in Wexford jährlich die Opernfestspiele Wexford Festival Opera statt, die sich auf Opernraritäten spezialisiert haben und damit ein internationales Publikum anziehen.

## Religion
Wexford ist Sitz des römisch-katholischen Bistums Ferns, das schon seit dem 7. Jahrhundert besteht. Die Sankt-Aidan-Kathedrale befindet sich allerdings in Enniscorthy.

## Verkehr

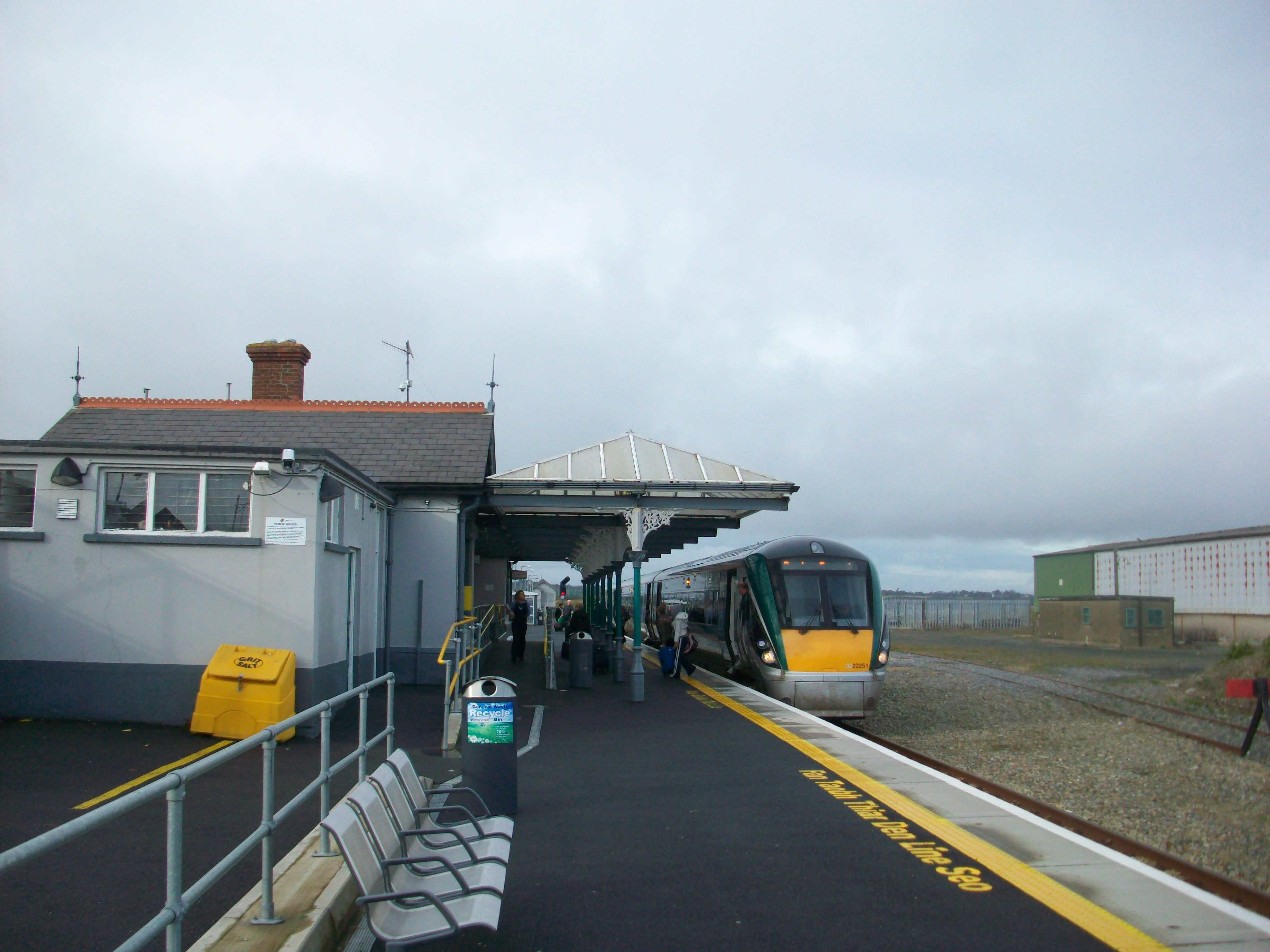
Bahnhof Wexford O’Hanrahan

Wexford hat einen Bahnhof an der Bahnstrecke Dublin–Rosslare, der am 17. August 1872 eröffnet wurde. Seit 1966 trägt er zu Ehren des 1916 von den Briten hingerichteten Freiheitskämpfers Michael O’Hanrahan (→ Osteraufstand) den Namen Wexford O’Hanrahan railway station. Aktuell weist er nur noch ein durchgehendes Gleis am Hausbahnsteig auf. Bedient wird er von drei (Sa und So) bis fünf (Mo bis Fr) täglichen InterCity-Zugpaaren der Relation Dublin Connolly Station-Rosslare Europort.
Zwei weitere Bahnstationen im Stadtgebiet (Wexford Carcur Station und Wexford South Station) wurden stillgelegt.

## Städtepartnerschaften
Wexford pflegt Städtepartnerschaften zu Couëron in der Region Pays de la Loire (Frankreich), Annapolis (Maryland) (USA)., Fleurus (Belgien) und Lugo (Italien).

## Persönlichkeiten
- Anna Maria Hall (1800–1881), Schriftstellerin
- Robert John Le Mesurier McClure (1807–1873), Seefahrer und Entdecker der Nordwestpassage
- Jane Francesca Elgee († 1896), Schriftstellerin
- John Joseph McGee (1845–1927), Beamter in Kanada
- Harry Furniss (1854–1925), Karikaturist, Illustrator und Autor
- Arthur William Conway (1875–1950), Mathematiker und Physiker
- Robert Brennan (1881–1964), Diplomat und Schriftsteller
- Bunny Ahearne (1900–1985), Eishockeyfunktionär, Präsident der IIHF
- John Welsh (1914–1985), Schauspieler
- Dan O’Herlihy (1919–2005), Schauspieler
- Tony Dempsey (* 1944), Politiker
- John Banville (* 1945), Schriftsteller und Autor
- Dick Roche (* 1947), Politiker der Fianna Fáil
- Richard Sinnott (1947–2022), Politikwissenschaftler und Hochschullehrer
- Billy Roche (* 1949), Schauspieler, Dramatiker und Prosa-Autor
- Pat McCartan (* 1953), Politiker
- Brendan Howlin (* 1956), Politiker der Irish Labour Party
- Gerard Donovan (* 1959), Schriftsteller
- Nick Dunning (* 1959), Schauspieler
- Eoin Colfer (* 1965), Schriftsteller
- Sean Patrick Saßmannshausen (* 1971), deutscher Wirtschaftswissenschaftler
- Jennifer Whitmore (* 1974), Politikerin
- James Browne (* 1975), Politiker der Fianna Fáil
- James Lawless (* 1976), Politiker
- Patrick Shannon (* 1977), Skeletonpilot
- Rodney Goggins (* 1978), Snookerspieler
- Gordon D’Arcy (* 1980), Rugby-Union-Nationalspieler
- Wallis Bird (* 1982), Musikerin
- Adam Nolan (* 1987), Boxer im Weltergewicht
- Tadhg Furlong (* 1992), Rugby-Union-Spieler
- Dean Walsh (* 1994), Boxer im Halbweltergewicht